# قتال العشب
قتال العشب أو معركة العشب هي معركة صغيرة دارت خلال ثورة تكساس، حيث دار قتال بين الجيش المكسيكي والمستعمرين التكساسيين. وقعت المعركة في 26 نوفمبر 1835 جنوب سان أنطونيو دي بيكسار في ولاية تكساس. ثورة تكساس بدأت رسميا في 2 أكتوبر وقبل نهاية الشهر كان جيش تكساس قد بدأت حصار بلدة بيكسار، بلدة أكبر حامية مكسيكي في المحافظة. مع الملل والخمول عاد الكثير من الجنود التكساسيين إلى ديارهم ووصل عدد صغير من المغامرين الأمريكيين لاستبدالهم. وبعد أن رفض الجيش التكساسيّ أمر القائد ستيفن إف أوستن الدعوة لشن هجوم على بيكسار في 22 تشرين الثاني تم إقالته من القيادة وانتُخب مكانه إدوارد بورليسون.
في 26 تشرين الثاني جلب كشّاف تكساس ديف سميث خبراً عن قطار مكسيكي مصحوب ب 50-100 من الجنود الذين كانوا في طريقهم إلى بيكسار. وكان معسكر تكساس مقتنع بأن القطار محمّل بالفضة لدفعها للحامية المكسيكي وشراء اللوازم. لذلك أمر بورليسون الكولونيل جيمس باوي أن يأخذ 45-50 من الفرسان لاعتراض القطار. كما أمر بإضافة 100 من المشاة ليتبعوهم. وحين بدأت المعركة، أرسل الجنرال المكسيكي مارتين بيرفيكتو دي لأني تعزيزات من بيكسار. قام الجنود التكساسيون بصد عدة هجمات من قبل الجنود المكسيكيين الذين تراجعوا أخيرا إلى بيكسار. وحينما كشف التكساسيون عن الحزمة المحملة في القطار بدلاً من الفضية عثروا على العشب الذي تم احضاره في الأصل لإطعام خيول الجيش المكسيكي. أصيب أربعة جنود تكساسيون وقُتل ثلاثة مكسيكيون حسب المؤرّخ أولوين البر، على الرغم من أن باوي وبورليسون ادعيا في البداية أن الرقم كان أعلى من ذلك بكثير.

## خلفية تاريخية

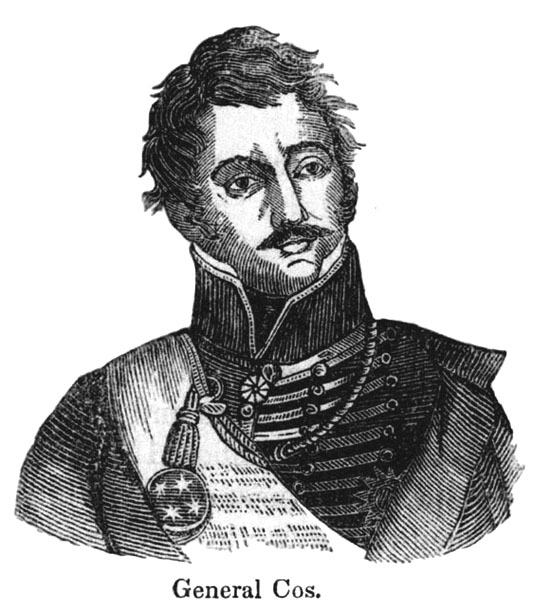
الجنرال مارتين بيرفيكتو دي كوس، قائد حامية الامو.

في الثاني من أكتوبر 1835 هاجم بعض المستعمرين التكساسيون قوة مكسيكية في معركة غونزاليس وبذلك تم رسميا إطلاق ثورة تكساس. وبعد أن انتهت المعركة، واصل المستعمرين الساخطين التجمع في غونزاليس مصممين على وضع نهاية حاسمة للسيطرة المكسيكية على المنطقة. وفي 11 أكتوبر المتطوعين بانتخاب ستيفن إف أوستن الذي كان أول المستعمرين الناطقين باللغة الإنجليزية في تكساس قائداً عاماً لهم. وبعد عدة أيام قام أوستن بتسيير الجيش نحو سان أنطونيو دي بسكسار حيث الجنرال مارتن بيرفيكتو دي كوس شقيق زوجة الرئيس المكسيكي أنطونيو لوبيز دي سانتا آنا كان مشرف الحامية الامو. في أواخر تشرين الأول / أكتوبر بدأ التكساسيون بحصار بيكسار.

## المعركة
في الساعة 10:00 من صباح يوم 26 نوفمبر، قام الكشّاف التكساسيّ ايراستوس «ديف» سميث بإبلاغ المعسكر عن قافلة من البغال والخيول يرافقها من 50 إلى 100 من الجنود المكسيكيين على بعد 5 أميال (8.0 كم) من بيكسار. لعدة أيام كان التكساسيون قد سمعوا شائعات بأن الجيش المكسيكي كان يتوقع شحنة من الذهب والفضة للدفع للجنود وشراء الإمدادات الإضافية. كان الجنود التكساسيون يقاتلون دون أن يُدفع لهم وكان الكثير منهم يفكر بنهب القافلة لتحقيق الثراء. طلب بورليسون من الجماهير الهدوء ثم أمر الكولونيل جيمس باوي أن يأخذ من 35 إلى 40 من الجنود للتحقق والهجوم فقط إذا لزم الأمر. وبعد أن قام باوي تجنيد 12 من أفضل الرماة كان هناك شك في أن المقصود هو أن تجد سببا للهجوم. تمكن بورليسون من إيقاف الجيش العدو بأكمله من خلال إرسال الكولونيل وليام جاك مع 100 المشاة لدعم باوي والرماة.

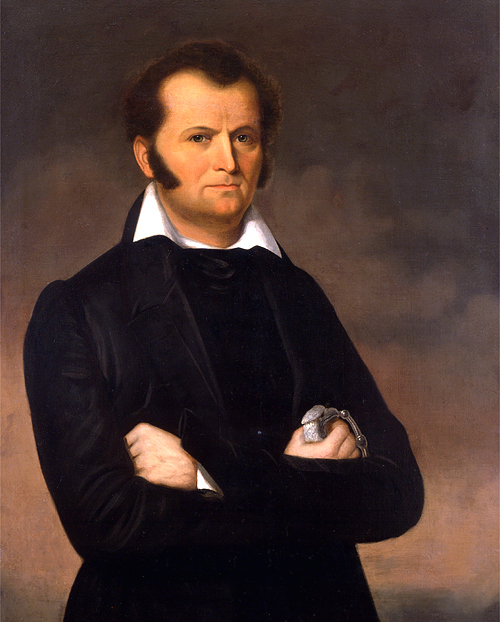
العقيد جيمس باوي قاد الفرسان التكساسيين خلال معركة العشب

حوالي على بعد ميل من بيكسار (1.6 كم) رصد باوي ورجاله الجنود المكسيكين يعبرون واد جاف. كان هذا على الأرجح بالقرب من التقاء مدينة ألزان وأباتشي وسان بيدرو. شرع باوي وبقية الرجال بنثر بغال المكسيكيين وتبادل الطرفان إطلاق النار لفترة وجيزة، ثم كلا الطرفان تراجع وأخذ غطاء على ضفتي النهر. حاولت القوات المكسيكية شن هجوما مضادا ولكن تم صدهم. في بيكسار رأى الجنرال كوس أن المعركة قد بدأت فقرر إرسال 50 من المشاة ومدفع لتوفير غطاء للفرسان حتى يصلوا المدينة. بين معكسر تكساس أيضاً سمع المشاة أيضا الطلقات وهرعوا نحو المعركة. اقتربوا من ساحة المعركة خلال التهدئة وعدم وجود الضوضاء يجعل من الصعب بالنسبة لهم التأكد من مكان القوات المكسيكية لذلك فوجئوا بوجود أنفسهم بين المشاة والفرسان المكسيكيون. بدأت القوات المكسيكية بإطلاق النار وانخفض المشاة التكساسيون إلى الأرض. بعد ذلك قام العقيد توماس راسك بقيادة مجموعة من  15 من الجنود للهجوم على الفرسان المكسيكيون ليتمكن بذلك المشاة التكساسيين من الفرار.
انضمت قوات الفرسان التكساسية إلى المشاة. وقاد والد بيرلسون، جيمس بيرلسون، تقدم الفرسان على الموقف المكسيكي صائحاً:«يا أولاد، مرة واحدة للموت، وهم هنا في الخندق، انقضوا عليهم!» حاول الفرسان المكسيكيين أخذ ارتفاعا صغيرا عدة مرات لإعطاء المدفعية موقف أفضل لكن تم صدها. ثم هاجم المشاة المكسيكيون. كتب روسك عن الهجوم المكسيكي: «تقدم هؤلاء الرجال بشجاعة كبيرة تحت نار مدمرة من رجالنا، نظام صارم ولا يظهر أي لبس». تخلت المشاة عن الهجوم عندما أدركوا أن تيكسيان جيمس سويشر قاد فرقة من الفرسان في محاولة للسيطرة على المدفع المكسيكي. ثم انسحبت القوات المكسيكية باتجاه بيكسار.

## ما بعد المعركة

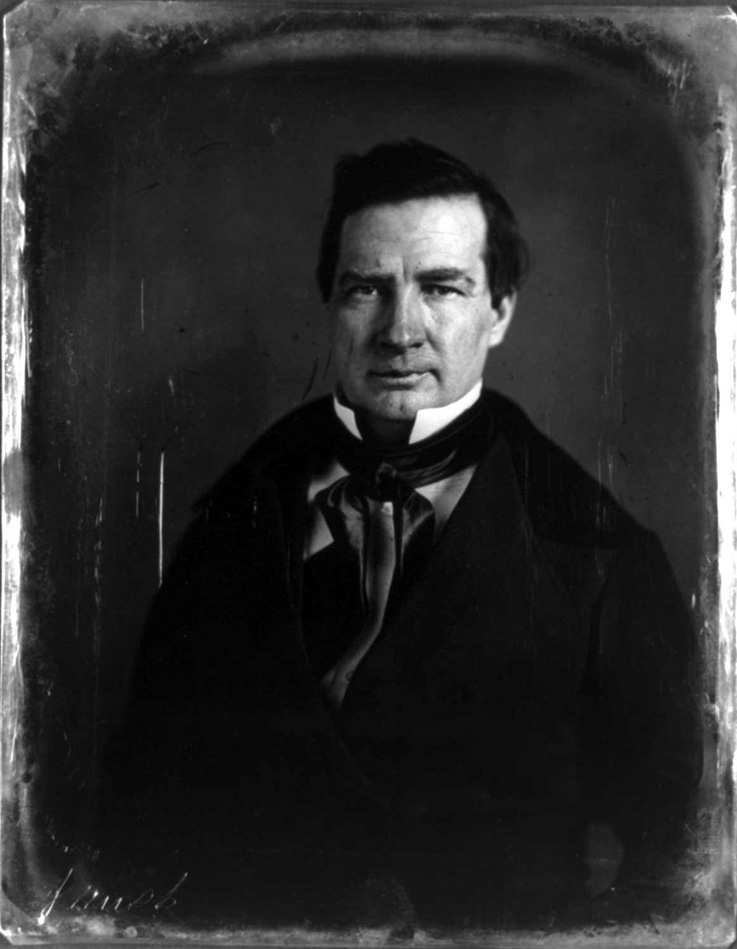
العقيد توماس راسك شارك في معركة العشب

أربعة تكساسيون أصيبوا بجروح في القتال، وهُجر جندي واحد في المعركة. وفي تقاريره ادعى بيرلسون ان 15 جنديا مكسيكيا قتلوا واصيب 7 اخرون  بينما ادعى باوى ان 60 جنديا مكسيكيا قتلوا. في كتابه «تكساس في الثورة»: معركة سان أنطونيو، 1835، ذكر المؤرخ الوين بار أن 3 جنود مكسيكيين فقط قتلوا وجرح 14 معظمهم من المشاة. وأشاد بيرلسون بجميع ضباطه على سلوكهم وتلقى باوي أكثر الذكر.
استولى التكساسيون على 40 من الخيولا والبغال، والمفاجأة أن القافلة لم تحتوي على الحبال السبائك، بدلا من ذلك، كانت البغال تحمل العشب الطازج لتغذية الخيول المكسيكية المحاصرة في بيكسار، هذه الجائزة هي ما أعطت معركة اسمها. على الرغم من أن المشاركة التي وصفها المؤرخ ج. إدموندسون ب «قضية سخيفة»، لم تسفر عن نهب قيمة، إلا أنها عملت لتوحيد الجيش التكسيكسي.
قبل أيام، كان الجيش قد انقسم بمرارة وغير مستعد لخطر الحصار أو الاعتداء المطول. ومع نجاحهم في القتال العشب، ومع ذلك، بدأ الجنود تيكسيان يعتقدون أنه على الرغم من أن عددهم أكثر من ذلك، فإنها يمكن أن تسود على حامية بيكسار  يعتقد التكساسييون أن كوس يجب أن يكون يائس لإرسال قوات خارج سلامة بيكسار.
وبعد عدة أيام، في الأول من ديسمبر / كانون الأول، أقنعت حفنة من الأميركيين في بيكسار كوس بالسماح لهم بالمرور الحر من المدينة. على الرغم من أنهم وعدوا بمغادرة البلاد، فإن الرجال، بمن فيهم صموئيل مافريك انضموا بدلا من ذلك إلى الجيش التكسيسي وقدموا معلومات عن الدفاعات المكسيكية وانخفاض الروح المعنوية داخل المدينة. وبفضل الانتصار الذي حققه حزب غراس فيست، في الخامس من ديسمبر / كانون الأول، شن تيكسيون هجوما على بيكسار. واستسلم كوز في 9 ديسمبر / كانون الأول. وكشرط للإفراج المشروط، أُجبرت القوات المكسيكية على مغادرة المقاطعة، مما ترك مستعمري تكساس تحت السيطرة الكاملة.

## هوامش
1. 1 2  Barr (1990), p. 40.
2. ↑  Mexican Texas [//en] included the land north of the Medina and the Nueces Rivers, 100 ميل (161 كـم) northeast of the Rio Grande, west of San Antonio de Béxar, and east of the Sabine River.
3. ↑  Hardin (1994), p. 12.
4. ↑  Barr (1990), p. 6.
5. ↑  Barr (1990), p. 15.
6. ↑  Hardin (1994), p. 53.
7. ↑  Barr (1990), p. 39.
8. ↑  Hardin (1994), p. 64.
9. ↑  Todish et al. (1998), p. 24.
10. ↑  Edmondson (2000), p. 237.
11. ↑  Groneman (1998), p. 39.
12. ↑  Edmondson (2000), p. 238.
13. ↑  Hardin (1994), p. 66.
14. ↑  Barr (1990, p. 41.
15. ↑  Barr (1990, p. 42.
16. ↑  Barr (1990), p. 64.